# Hans Breuer

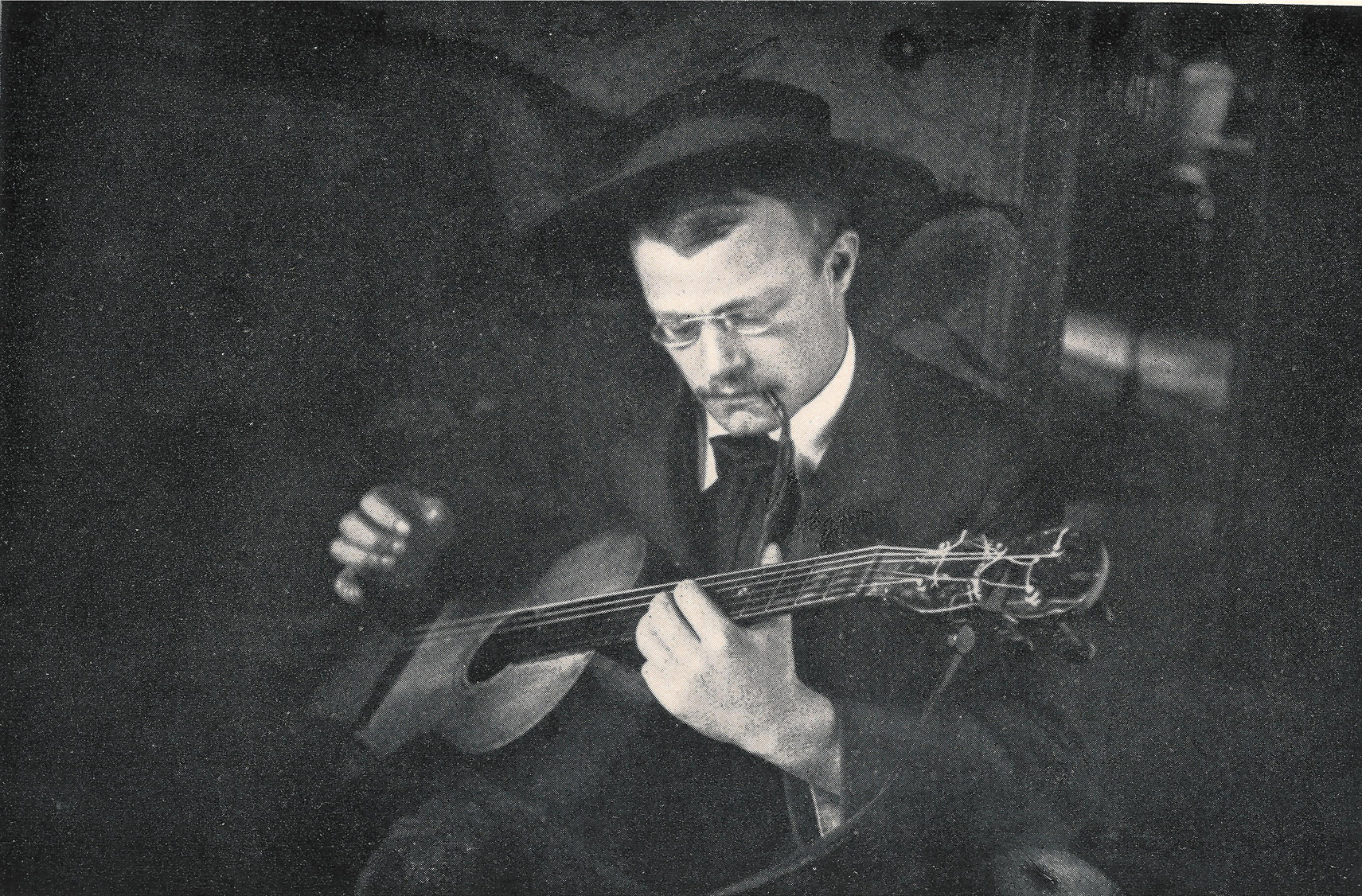
Hans Breuer omstreeks 1910.

Hans Breuer (Gröbers, 30 april 1883 – nabij Verdun, 20 april 1918) was een Duitse arts en volksliedverzamelaar.
Hij wordt beschouwd als een van de meest bepalende figuren van de Wandervogelbeweging en de Jeugdmuziekbeweging. In 1909 gaf hij het liedboek Der Zupfgeigenhansl uit, dat een van de meest succesvolle liedboeken met Duitstalige volksliedjes werd.

## Levensloop
De ouders van Hans Breuer waren  Carl Breuer (1852-1942) en Maria Knauer (1858-1936). Hij had drie zussen. Eind 1889 namen zijn ouders een glasfabriek over in Bunzlau in Silezië, die van zijn kort daarvoor overleden grootvader Ferdinand Knauer (1824-1889) was geweest. In 1893 ging Hans Breuer naar het gymnasium.
In 1898 verhuisde het gezin naar Berlijn-Friedenau. Daar ging Breuer naar het Gymnasium van Steglitz, waar hij in 1899 lid werd van de Wandervogelbeweging, die daar toen net was opgericht door Hermann Hoffmann. Hij was lid van de groep rond Karl Fischer en werd "Scholar" (groepslid) en later "Bachant" (groepsleider) in het "Wandervogel-Comité voor Schoolreizen" (Wandervogel-AfS, opgericht in 1901). Zijn muziekleraar Max Pohl bracht hem liefde bij voor oudere Duitse volksliedjes.
In 1903 slaagde hij voor zijn eindexamen als beste van het jaar en hij ging geneeskunde, kunstgeschiedenis en filosofie studeren in Marburg, Tübingen, München en Heidelberg.
In 1904 volgde hij Fischer bij het splitsen van de Wandervogel-AfS in de Alt-Wandervogel, van waaruit hij in 1907 overstapte naar de nieuw opgerichte Wandervogel, Deutscher Bund (WVDB). Tijdens zijn verblijf in Heidelberg richtte hij in 1907 de "Heidelberger Pachantey" op, die een sterke invloed had op de richting van de Wandervogelbeweging, waarbij de nadruk lag op volksliederen en volksdansen.
Vanaf 1908 was Breuer lid van het bestuur van de WVDB, in 1910-11 was hij 'Bundesleiter'. Breuer gaf het liedboek de Zupfgeigenhansl uit in 1909. Het bevatte een uitgebreide verzameling oude Duitse volksliedjes en werd vele malen herdrukt. Het liedboek werd op grote schaal gebruikt in de Duitse jeugdbeweging en later in de jeugdmuziekbeweging. In 1936 waren er meer dan een miljoen exemplaren van verkocht.
Na het voltooien van zijn studie en zijn promotie in 1910, werkte Breuer aanvankelijk als assistent-arts in verschillende steden in Oost- en Zuid-Duitsland. In 1913 trouwde hij met Elisabeth Riegler (1894–1917) en vestigde zich in Gräfenroda. In 1917 werd hun zoon Hans-Wolfgang (1917-1935) geboren.

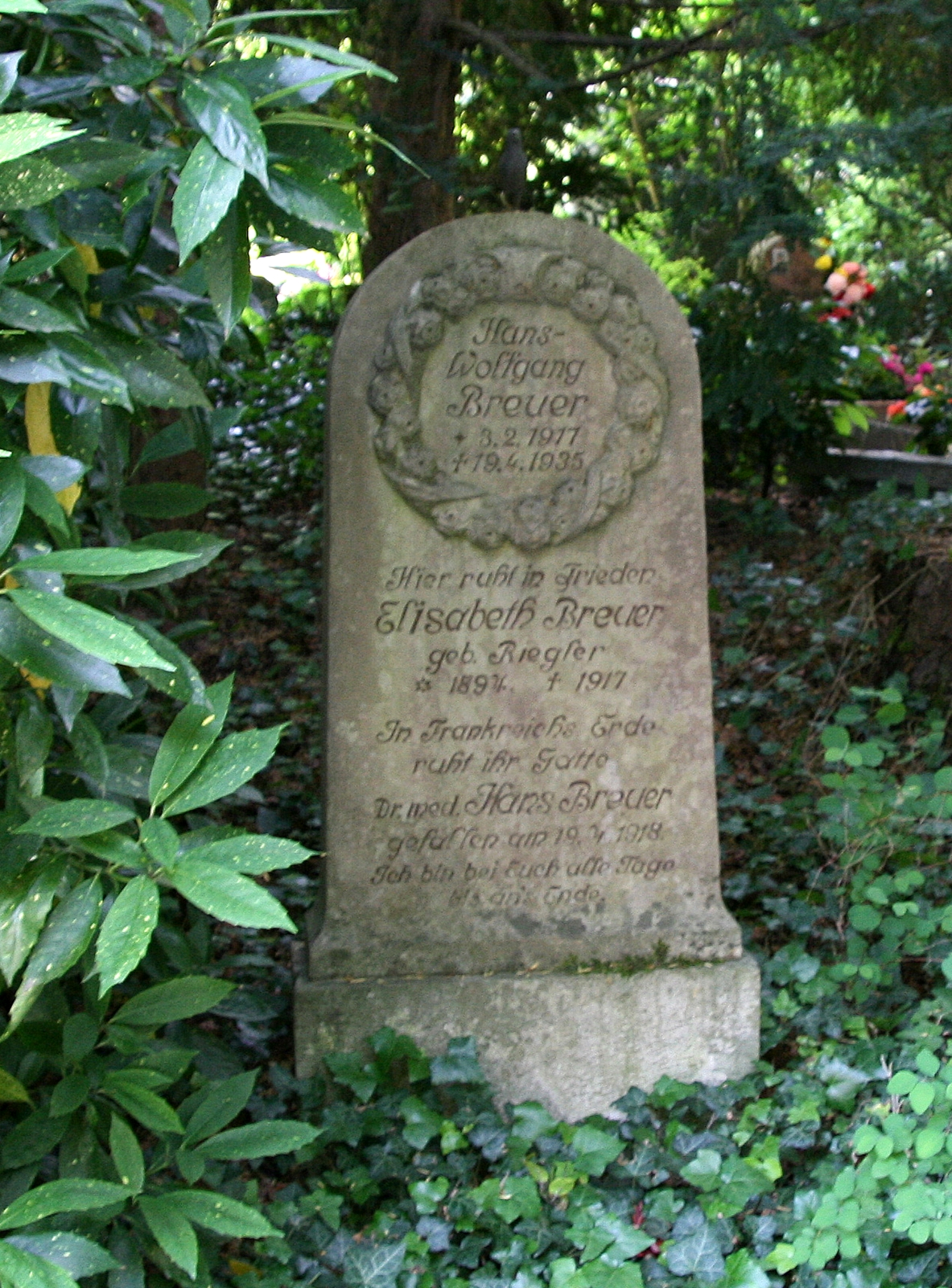
Grafsteen op de Bergfriedhof in Heidelberg.

Aan het begin van de Eerste Wereldoorlog meldde hij zich vrijwillig aan, ondanks dat hij was afgekeurd wegens bijziendheid. Hij werd aangesteld als medisch korporaal en werd al snel bevorderd tot assistent-arts en in 1916 tot senior-arts.
Hans Breuer stierf op 20 april 1918 in het Merles-hospitaal bij Verdun, nadat hij de dag ervoor in een veldhospitaal bedolven was geraakt. Hij was nog maar 34 jaar oud. In de eerstvolgende druk van de Zupfgeigenhansl (1918) werd in plaats van een voorwoord een bericht van zijn overlijden afgedrukt. Hierin stond onder meer: "Ergens in Frankrijk vergaat zijn lichaam, maar het werk van Hans Breuer zal voortleven, zolang er nog een Duitse Wandervogel (trekvogel) en wandelaar zingt".
Breuer werd begraven op de militaire begraafplaats van Mangiennes (blok 6, graf 178). Zijn vrouw Elisabeth Breuer-Riegler (die kort voor zijn dood overleed, in 1917) en hun zoon Hans-Wolfgang Breuer (1917-1935) werden op de Heidelbergse begraafplaats begraven. Op dat graf stond een zuil van schelpkalk, met een uitgebeitelde krans van rozen. Op de zuil staan enkele gegevens over Hans Breuer, zijn echtgenote en hun jong gestorven zoon Hans-Wolfgang. Later werd er een bronzen zangvogel op de zuil geplaatst. De zuil werd later als gedenksteen in afdeling D-2 geplaatst.

## Eerbetoon

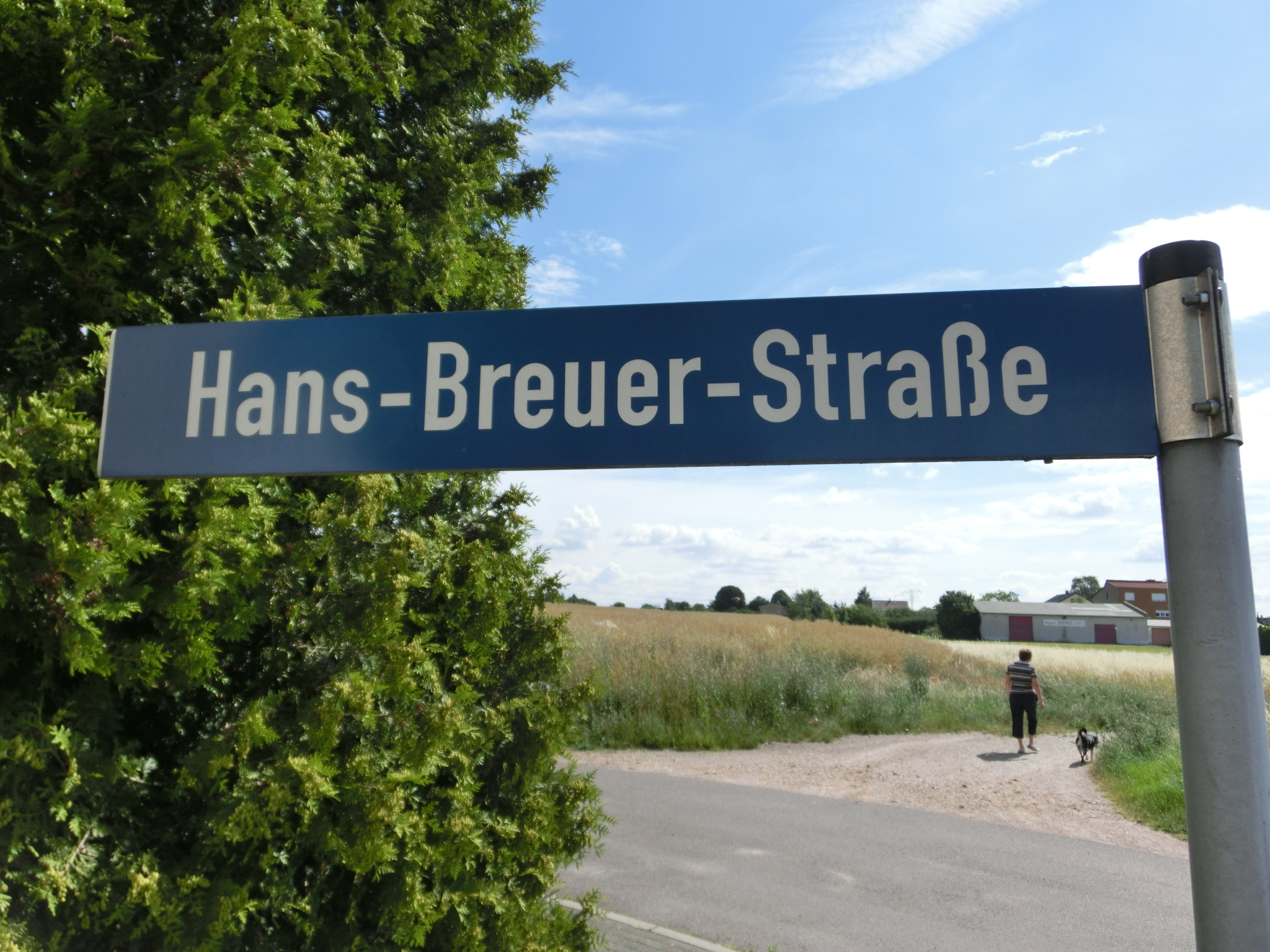
Straatnaambordje in de wijk Schwoitsch in Gröbers.

Er werden twee jeugdherbergen naar Hans Breuer vernoemd (in Schwarzburg, in 1931, en in Inzmühlen). In de oude jeugdherberg van Heidelberg werd hij herdacht door een "Hans Breuer gedenkzaal" met een gedenksteen door de beeldhouwer Waldherr. 
Tevens werd er een gedenksteen geplaatst in de boomgaard van de Duitse Jeugdbeweging bij de ruïne van Burg Waldeck. In zijn geboorteplaats Gröbers werd er in 1993, bij de ontwikkeling van een nieuwe woonwijk, een straat naar hem vernoemd: de Hans-Breuer-Straße.

## Uitgaven
- Herzkranke Kinder im späteren Leben (Hubert, Götting, 1910), dissertatie
- Der Zupfgeigenhansl (Darmstadt, 1909)